# Caudatoscelis caudata
Caudatoscelis caudata är en bönsyrseart som beskrevs av Giglio-Tos 1914. Caudatoscelis caudata ingår i släktet Caudatoscelis och familjen Amorphoscelidae. Inga underarter finns listade i Catalogue of Life.